# Sergey Marinich
Sergey Marinich (tiếng Belarus: Сяргей Марыніч; tiếng Nga: Серей Маринич; sinh 3 tháng 6 năm 1998) là một cầu thủ bóng đá Belarus. Tính đến năm 2017, anh thi đấu cho Isloch Minsk Raion.